# Laurence Le Vert
Laurence Le Vert (Neuilly, 19 de febrero de 1951) es una juez francesa.
Nació en un municipio acomodado de las afueras de París, en el seno de una familia católica cuya primera lengua era el alemán, que se convirtió en la lengua materna de Laurence Le Vert. Se licenció en Derecho y tras obtener la plaza de juez, y pasar por la Escuela de la Magistratura de Burdeos, en 1975 obtuvo su primer destino, en el tribunal superior de Chartres. Más tarde fue agregada en el ministerio de Justicia y juez sustituta en el Tribunal Superior de París (tribunal de grande instance).
En 1986 se hizo cargo, como juez instructora, de la sección antiterrorista, actualmente XIV Sección Judicial, del Tribunal Superior de París (sección similar a la Audiencia Nacional española), desde donde, junto con la fiscal Irène Stoller, comenzó una etapa de plena colaboración con el sistema judicial español en la lucha contra Euskadi Ta Askatasuna (ETA). Debido a la labor de Le Vert en contra de esta organización terrorista, ésta intentó asesinarla en un atentado que no llegó a producirse.
Desde 2008 es primera vicepresidenta encargada de la instrucción en el Tribunal Superior de París, el más importante del Francia.
Es caballero de la Legión de Honor y oficial de la Orden Nacional del Mérito. En 1993 recibió la gran cruz de la Orden de San Raimundo de Peñafort del gobierno español. Está casada con un abogado inglés y tiene dos hijos.